# 富山県道110号高畠上飯野線
富山県道110号高畠上飯野線（とやまけんどう110ごう たかばたけかみいいのせん）は富山県下新川郡入善町内を通る一般県道である。

## 概要

### 路線データ
- 起点：富山県下新川郡入善町高畠（富山県道2号魚津生地入善線交点）
- 終点：富山県下新川郡入善町上飯野島囲（富山県道111号大家庄上飯野線・富山県道150号魚津入善線交点）
- 実延長：3,627m

## 沿革
- 1960年（昭和35年）4月23日 - 認定[1]

## 地理

### 通過する自治体
- 富山県下新川郡入善町

### 接続する道路
- 富山県道2号魚津生地入善線（起点：高畠交差点）
- 国道8号（上飯野（北）交差点）
- 富山県道117号上飯野入善停車場線（入善町上飯野）
- 富山県道111号大家庄上飯野線・富山県道150号魚津入善線（終点：上飯野交差点）

### 周辺
- アイシンメタルテック（「アイシン高丘」関連会社） 本社
- ダイヤテックス 黒部工場
- 黒部川